# ’s Äpple
Der Landschaftserlebnisweg ’s Äpple führt als Rundwanderweg auf einer Länge von 84 km rund um Backnang und die Backnanger Bucht im Rems-Murr-Kreis und verläuft durch die landschaftsprägende Kulturlandschaft der Streuobstwiesen im Schwäbischen Mostviertel. Das Thema des Wanderwegs ist der Streuobstbau und auf etlichen Thementafeln am Wegesrand gibt es Infos und Geschichten rund und den Streuobstbau. Das Markierungszeichen des Weges ist eine stilisierte Apfelblüte.
Der Weg wurde im Mai 2016 eröffnet und führt großteils in Halbhöhenlage durch die Gemeinden Backnang, Allmersbach im Tal, Weissach im Tal, Auenwald, Oppenweiler, Affalterbach, Aspach, Kirchberg und Burgstetten. Dabei sind auf der gesamten Strecke ca. 2000 Meter Höhenunterschied zu überwinden.
Im Rahmen einer jährlichen privat organisierten 24-Stunden-Wanderung wird die gesamte Rundstrecke regelmäßig am Stück durchwandert. 2021 wurde der Hauptweg um 13 Rundwege am Hauptweg erweitert.

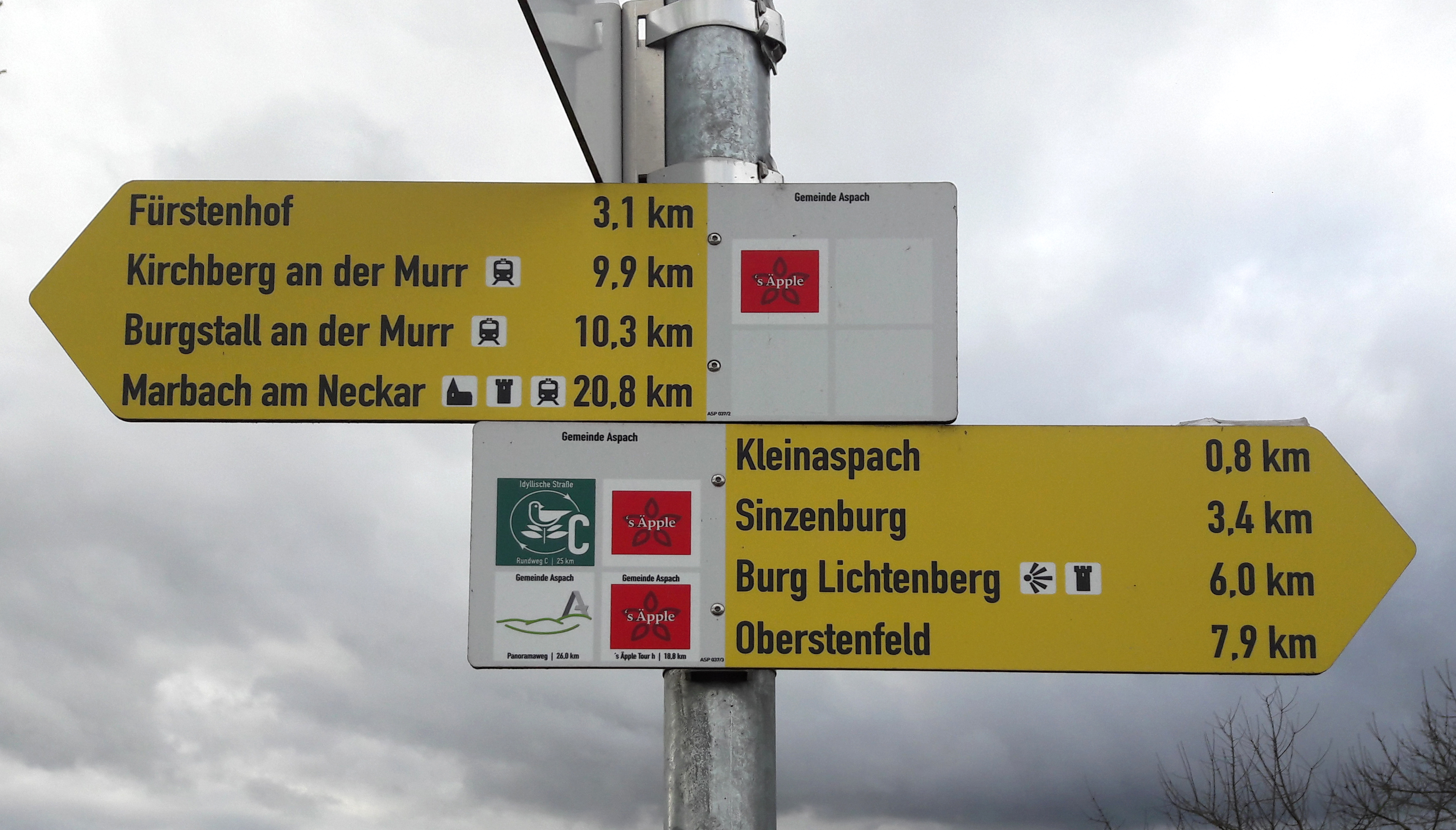
Wegweiser mit Symbol zum Wanderweg ’s Äpple
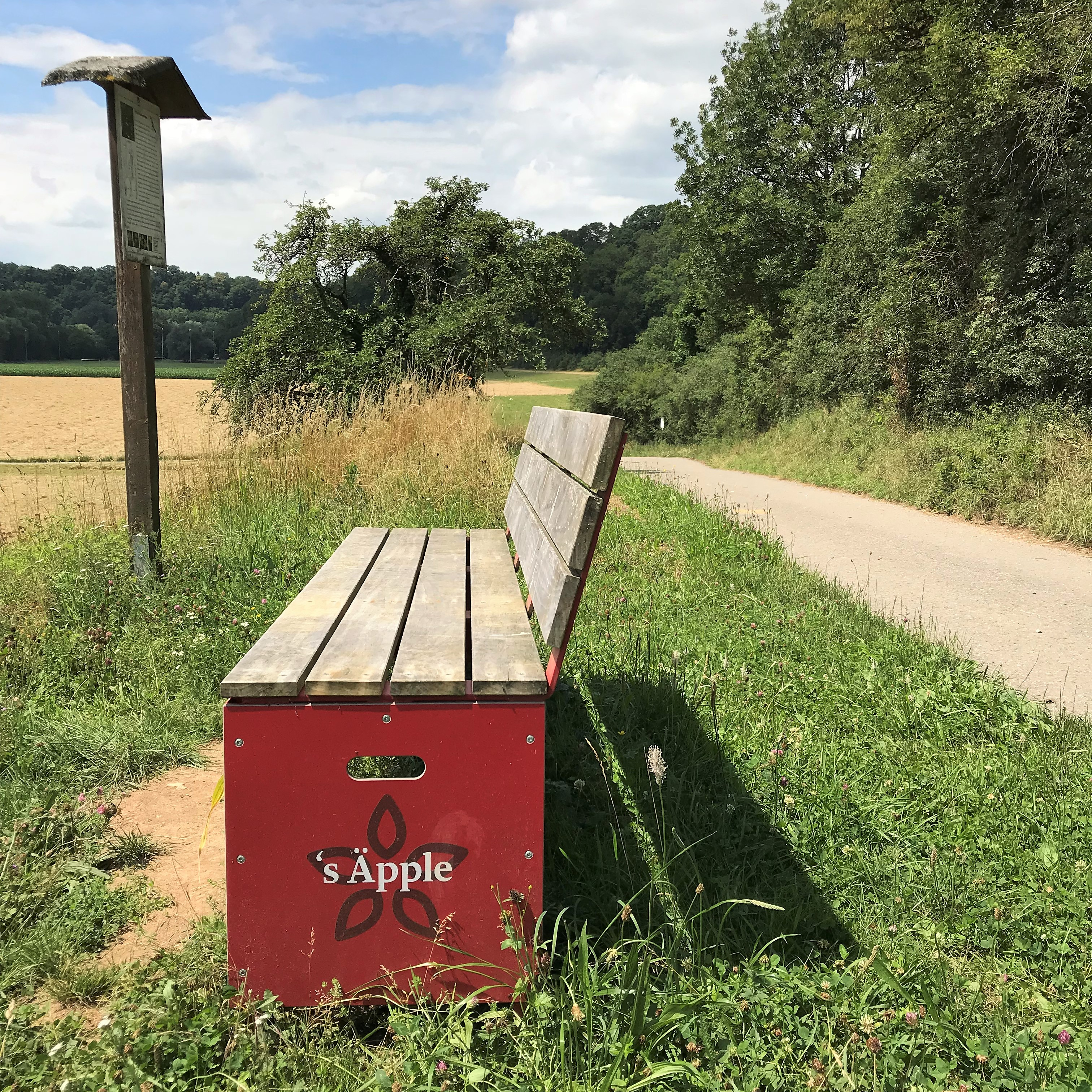
Bank mit Wegweiser
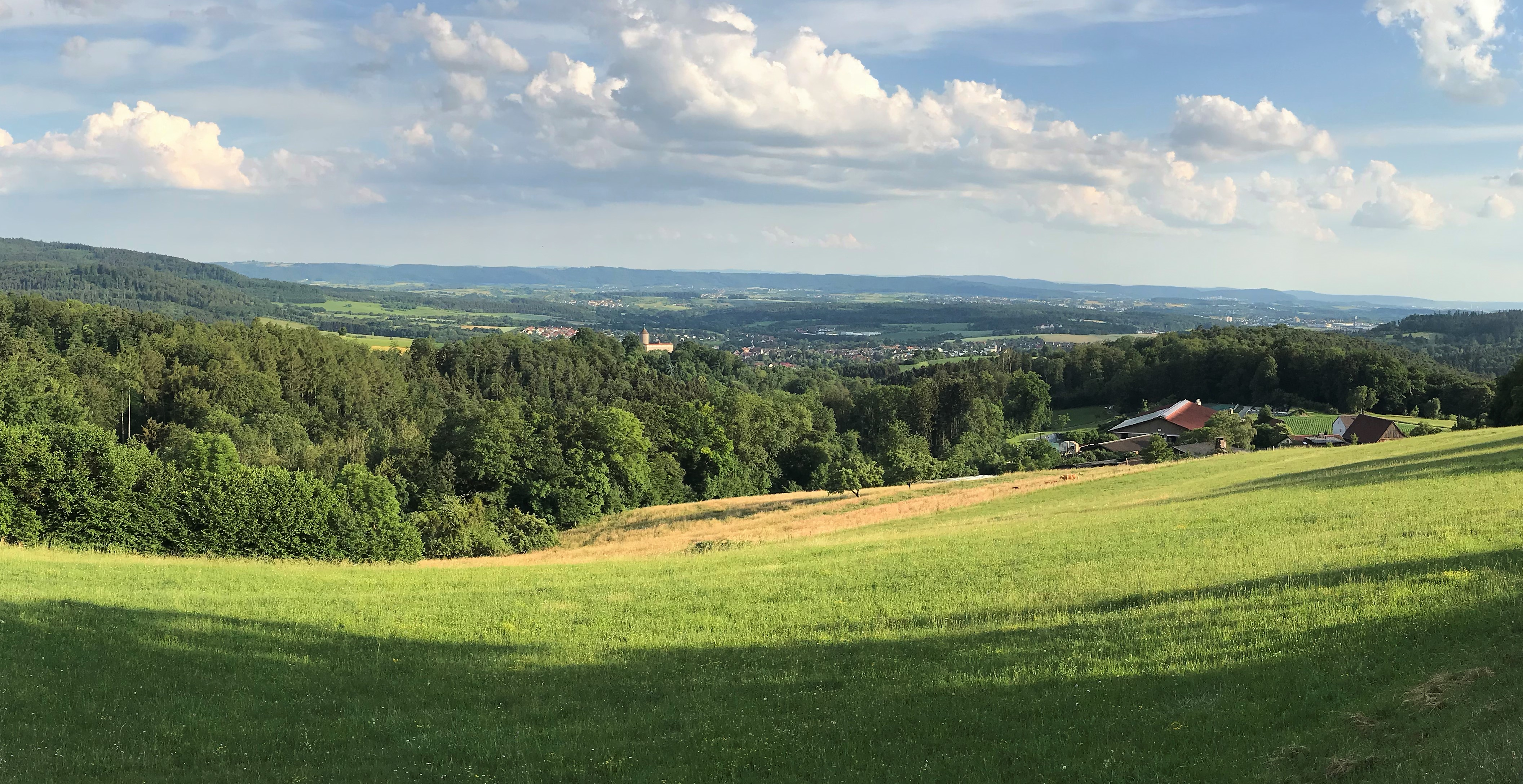
Ausblick vom Wilhelmsheim
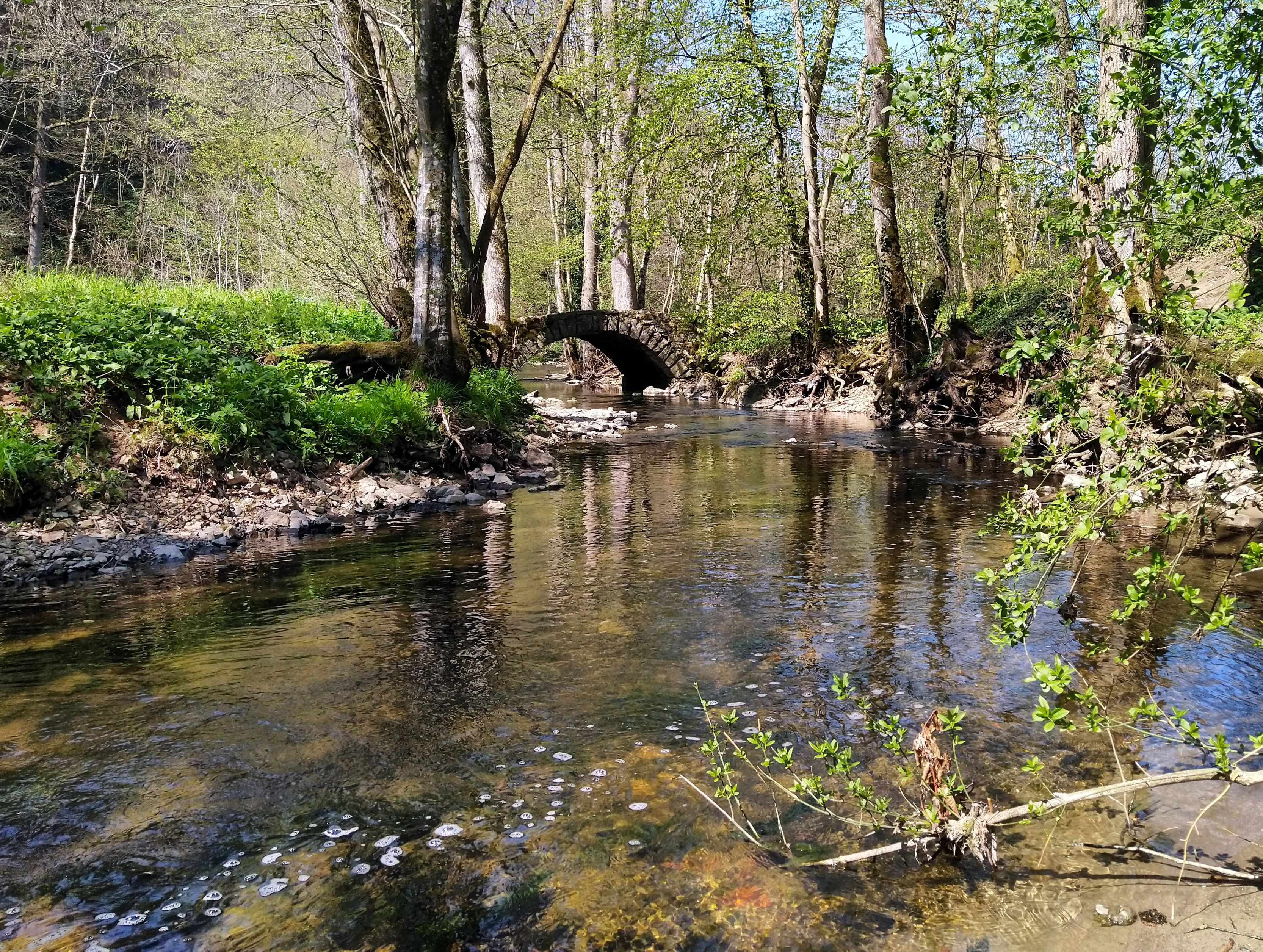
Im Buchenbachtal
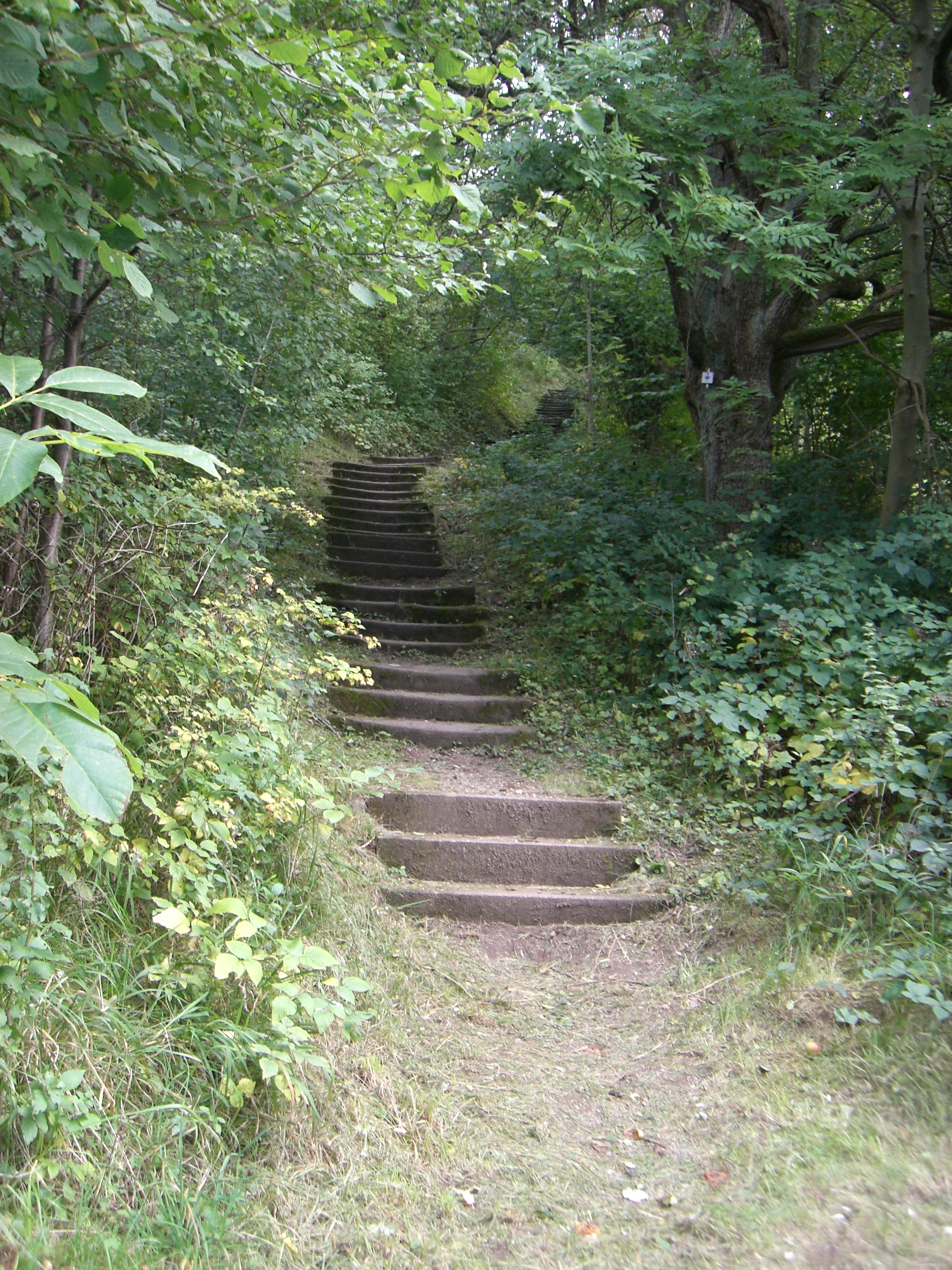
Stufen zum Schloß Ebersberg
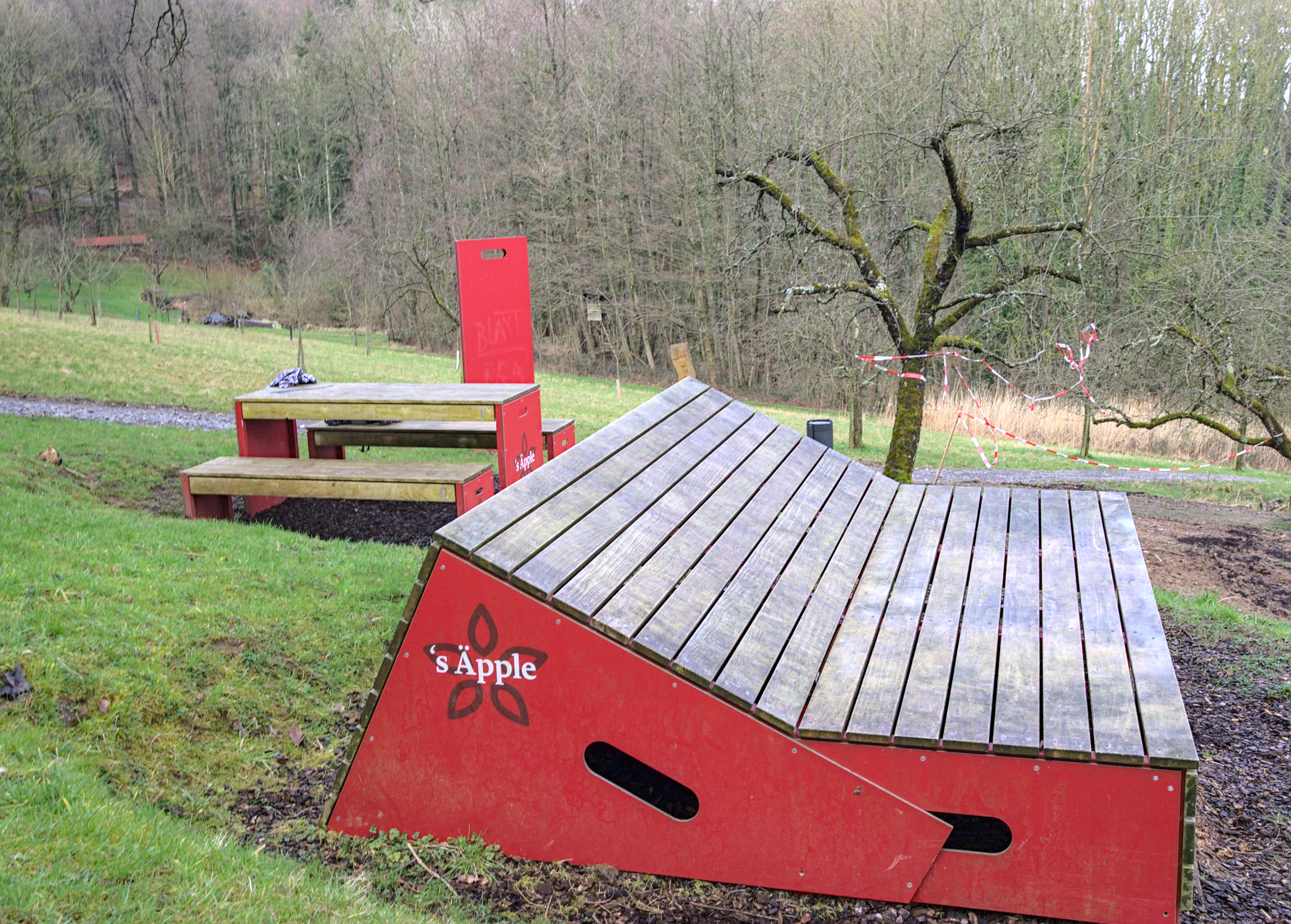
Rastplatz bei Allmersbach im Tal
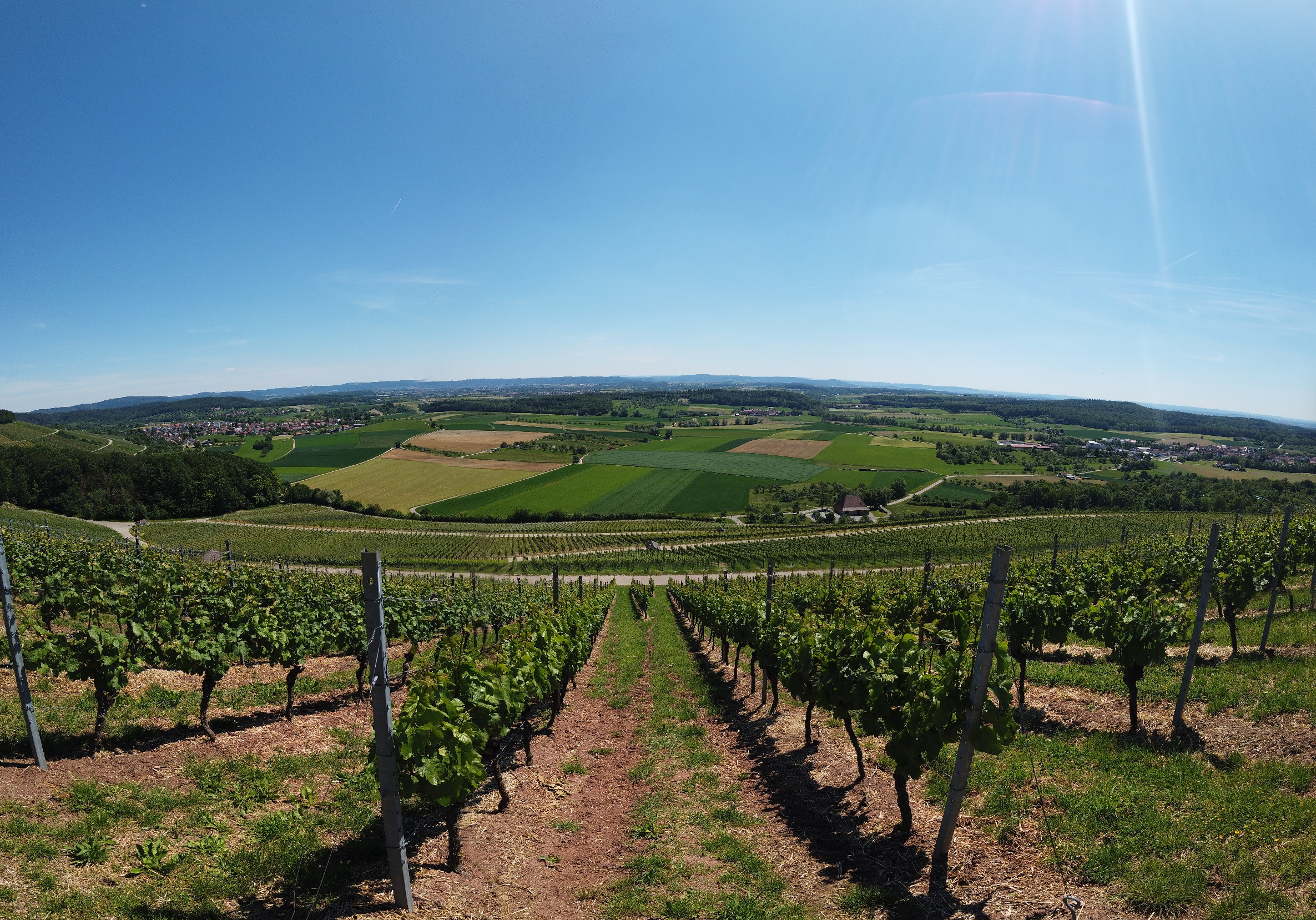
Ausblick vom Föhrenberg

## Alternative Rundwege
Neben dem Hauptweg sind zusätzlich 13 Rundwege ausgewiesen, die alle entweder als eigene Rundwege gegangen werden können oder auch Abkürzungen des großen Rundwanderweges ermöglichen. In der Natur sind diese Rundwanderwege ebenfalls mit dem Blütensymbol ausgeschildert, ein zusätzlicher Kleinbuchstabe von 1 bis 13 identifiziert den jeweiligen Rundweg. Kleinere Rundwege werden als Äpple-Spaziergänge ausgewiesen, größere als Äpple-Schleifen.
| Nr. | Rundweg                             | Länge   | Höhendiff. |
| --- | ----------------------------------- | ------- | ---------- |
| 1   | Äppleschleife Backnang Nord-Ost     | 15,5 km | 285 m      |
| 2   | Äppleschleife Backnang West         | 15,0 km | 274 m      |
| 3   | Äppleschleife Schloss Ebersberg     | 11,5 km | 342 m      |
| 4   | Äpplespaziergang Schloss Ebersberg  | 6,5 km  | 230 m      |
| 5   | Äppleschleife Weissacher Tal        | 14,0 km | 340 m      |
| 6   | Äpplespaziergang Weissacher Tal     | 5,0 km  | 90 m       |
| 7   | Äppleschleife Allmersbach im Ta     | 12,5 km | 203 m      |
| 8   | Äpplespaziergang Allmersbach im Tal | 8,5 km  | 122 m      |
| 9   | Äppleschleife Burgstetten           | 12,0 km | 219 m      |
| 10  | Äpplespaziergang Burgstetten        | 8,5 km  | 110 m      |
| 11  | Äppleschleife Aspach-Rietenau       | 18,0 km | 350 m      |
| 12  | Äppleschleife Aspach-Kleinaspach    | 13,0 km | 219 m      |
| 13  | Äpplespaziergang Burg Reichenberg   | 7,5 km  | 206 m      |